# Fort Brooke
Fort Brooke était une installation militaire des États-Unis située sur la rive orientale de l'embouchure du fleuve Hillsborough, à l'emplacement de la ville actuelle de Tampa en Floride. Fort Brooke fut établi en 1824 par le colonel George Mercer Brooke et fut désaffecté en 1883.